# Kîsli, Ripkî
Kîsli (în ucraineană Кислі) este un sat în comuna Petruși din raionul Ripkî, regiunea Cernihiv, Ucraina.

## Demografie
Componența lingvistică a localității Kîsli
     Ucraineană (99,19%)
     Alte limbi (0,81%)
Conform recensământului din 2001, majoritatea populației localității Kîsli era vorbitoare de ucraineană (99,19%), existând în minoritate și vorbitori de alte limbi.